# Ashnola (řeka)
Ashnola (anglicky Ashnola River) je řeka v Severní Americe, jeden z přítoků řeky Similkameen. Ashnola pramení v Severních Kaskádách a zaniká soutokem se Similkameenem v Britské Kolumbii, mezi městy Princeton a Keremeos. Řeka opouští Spojené státy v Okanoganském národním lese a dále protéká provinčním parkem Cathedral. Má také jeden hlavní přítok, Ewartův potok, který je 25 dlouhý, začíná na kanadské straně hranice a protéká pouze provinčním parkem Cathedral.
Štěrková cesta vedoucí od dálnice Crowsnest Highway je hlavní a jedinou použitelnou cestou k provinčnímu parku. Křižovatka se nachází v Ashnole, kde se v době britskokolumbijské zlaté horečky nacházel hornický tábor.

## Původ názvu
Starší varianty názvů byly Nais-nu-loh a Ashtnolow, Ashtnoulou nebo Ashnoulou. Magazín BC Motorist před zhruba čtyřiceti lety oznámil, že jméno znamená bílá voda, ostatní zdroje uznávají, že původ názvu je neznámý.